# Montlleó (Sardenya)
Montlleó (en sard, Monteleone i en italià, Monteleone Rocca Doria) és un municipi italià, dins de la província de Sàsser. L'any 2007 tenia 134 habitants. Es troba a la regió del Tataresu. Limita amb els municipis de Padria, Romana i Vilanova de Montlleó.

## Història
Zona ja habitada a l'època nuràgica per la presència d'alguns nuragues, a l'edat mitjana hi havia un castell i un poble de la localitat, pertanyents a la família Doria (segle XIV). El castell fou ocupat pels catalanoaragonesos el 1436 després d'un setge de tres anys, i fou desmantellat pel rei Alfons el Magnànim juntament amb el poble, que fou destruït. Els habitants es van refugiar en part a la vila propera de Montlleó (més tard anomenada Vilanova de Montlleó), i van quedar en part per reconstruir el país, que va passar a formar part del comtat de Montlleó, que es va bescanviar el 1839 als Brunengo, els darrers senyors feudals, amb el supressió del sistema feudal.

## Administració
| Període | Identitat        | Partit        |
| ------- | ---------------- | ------------- |
| 2006-   | Antonello Masala | Llista cívica |